# تجرود (كوهسرخ)
تجرود هي قرية في مقاطعة كوهسرخ، إيران. يقدر عدد سكانها بـ 141 نسمة بحسب إحصاء 2016.